# Garb Tarnogórski
Garb Tarnogórski, nazývaný také Grzbiet Tarnogórski a česky Tarnohorský/Tarnogórský hrb nebo Tarnohorský/Tarnogórský hrást, se nachází mezi vesnicí Dąbrówka (okres Gliwice) a městem Olkusz (okres Olkusz) a v okolí města Tarnowskie Góry (Tarnovské Hory). Rozkládá se ve Slezském vojvodství a Malopolském vojvodství v jižním Polsku.

## Geografie, geologie a příroda
Garb Tarnogórski je mezoregion - geologický hrást (polské geografické značení 341.12), který je součástí vysočiny Wyżyna Śląska (Slezská vysočina), patřící do nadcelku vysočiny  Wyżyna Śląsko-Krakowska (Slezsko-krakovská vysočina). Terén je poměrně členitý. Nejvyšším vrcholem je Góra Łubianki s nadmořskou výškou 398 m u vesnice Nowa Wieś (gmina Mierzęcice). Má plošnou výměru 1010 km2. Garb je tvořen vápencem a dolomity často pokrytými sprašemi, jíly a písky, převažně z činnosti zaniklých ledovců doby ledové. Nachází se zde také polská poušť Pustynia Błędowska a několik dalších chráněných oblastí, např. Suchogórski Labirynt Skalny, Doły Piekarskie, krajinný park Park Krajobrazovy Orlich Gniazd aj.

### Okolí mezoregionu Garb Tarnogórski
|   | Mezoregion                      | Mezoregion                             | Makroregion |
| 1 | Chełm (341.11)                  | Wyżyna Śląska (341.1)                  |             |
| 2 | Kotlina Raciborska (318.59)     | Nizina Śląska (318.5)                  |             |
| 3 | Wyżyna Katowicka (341.13)       | Wyżyna Śląska (341.1)                  |             |
| 4 | Pagóry Jaworznickie (341.14)    | Wyżyna Śląska (341.1)                  |             |
| 5 | Wyżyna Olkuska (341.32)         | Wyżyna Krakowsko-Częstochowska (341.3) |             |
| 6 | Wyżyna Częstochowska (341.31)   | Wyżyna Krakowsko-Częstochowska (341.3) |             |
| 7 | Obniżenie Górnej Warty (341.25) | Wyżyna Woźnicko-Wieluńska (341.2)      |             |
| 8 | Próg Woźnicki (341.23)          | Wyżyna Woźnicko-Wieluńska (341.2)      |             |
| 9 | Równina Opolska (318.57)        | Nizina Śląska (318.5)                  |             |

## Vodstvo
Vodstvo patří do povodí veletoků Odra a Visla a úmoří Baltského moře.

## Historie
Historie oblasti je silně spjata s těžbou kamene a rud. Z pohledu historie geografie je významný kopec Sucha Góra (352 m n. m.) s historicky významným geodetickým bodem Trockenberg. Ke konci druhé světové války zde byla vybudovaná německá obranná linie B-2, která vedla od města Siewierz až po vesnici Miedary.

## Osídlení a doprava
Největším městem oblasti jsou Tarnowskie Góry. Oblast protíná dálnice A1 a také je zde mezinárodní letiště Katowice (letiště Pyrzowice) a železniční tratě.

## Těžba surovin
Garb Tarnogórski byl a je zdrojem kamene a rud.

## Galerie

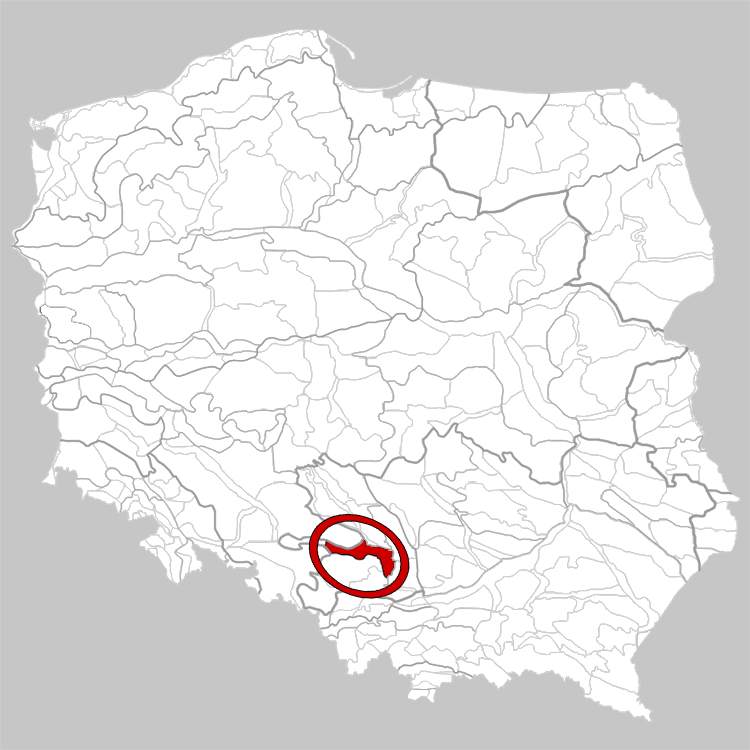
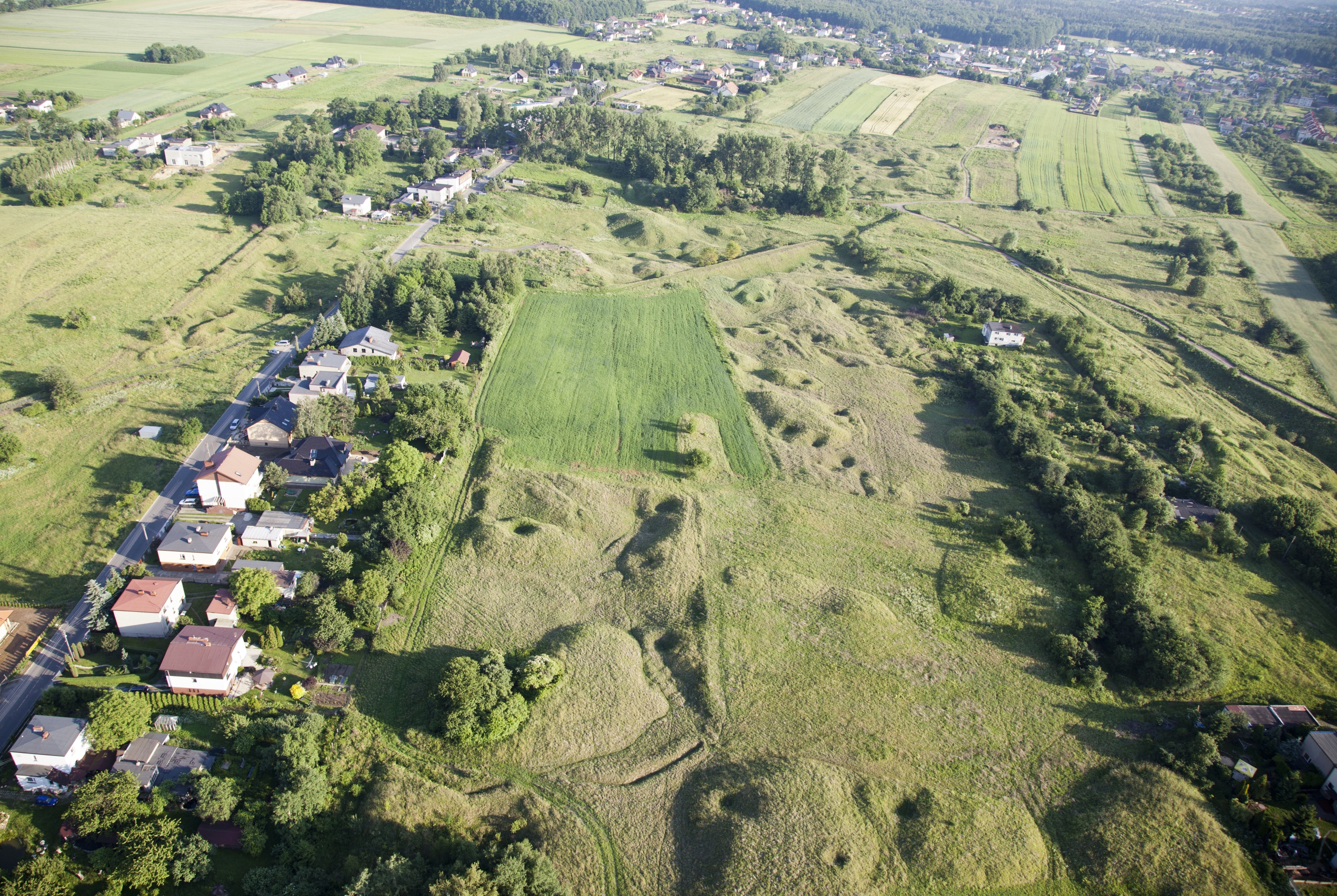
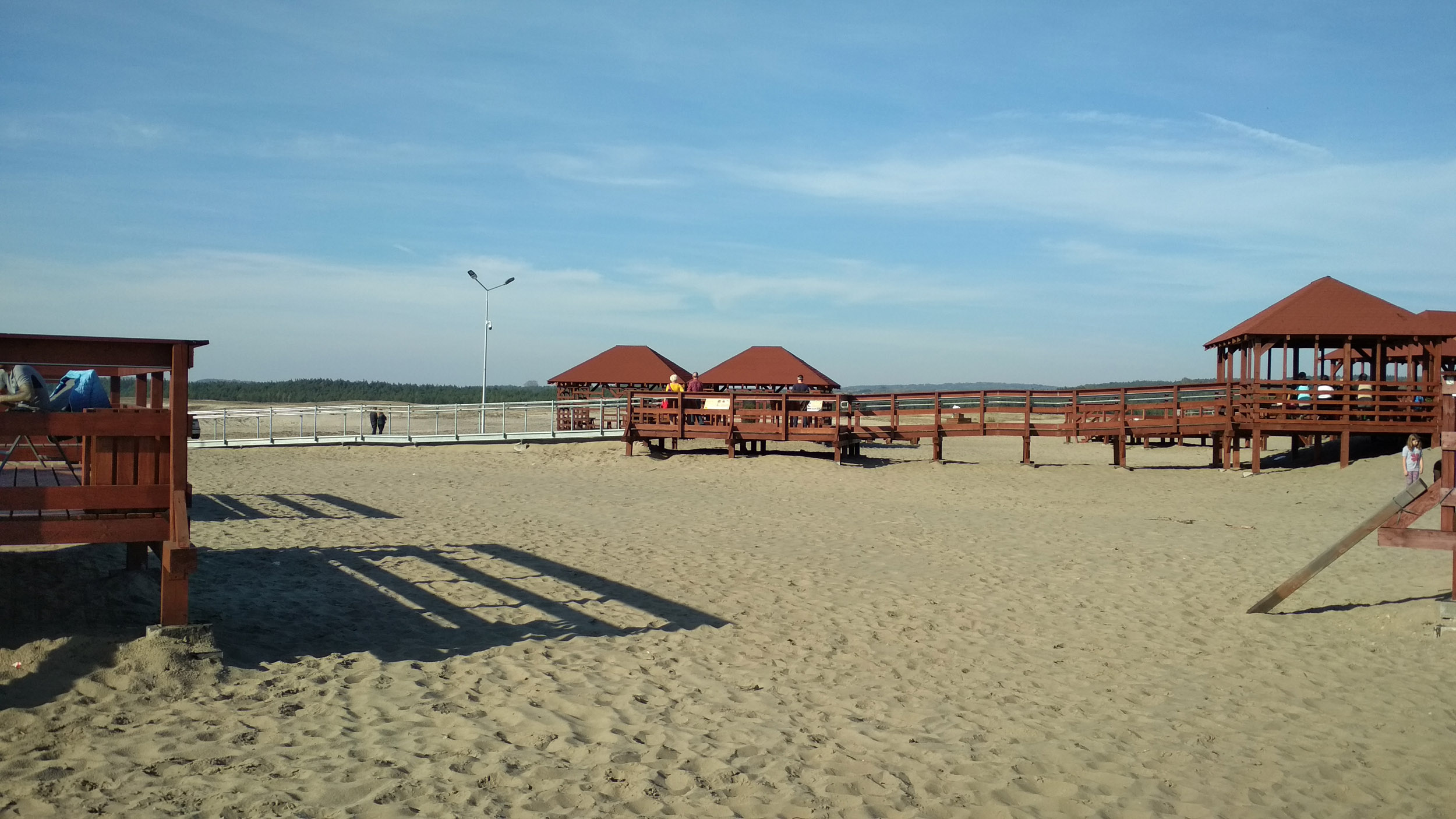
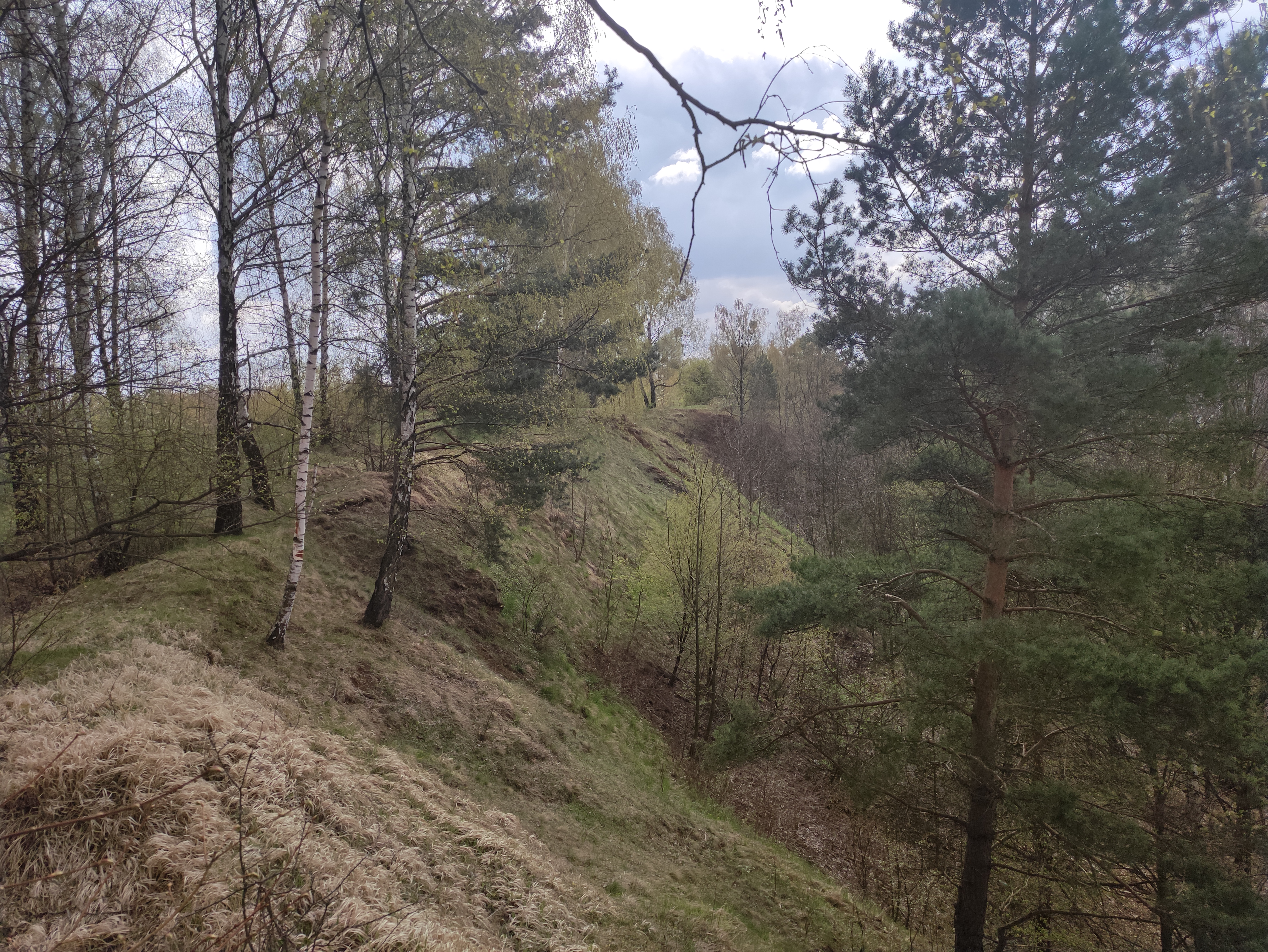
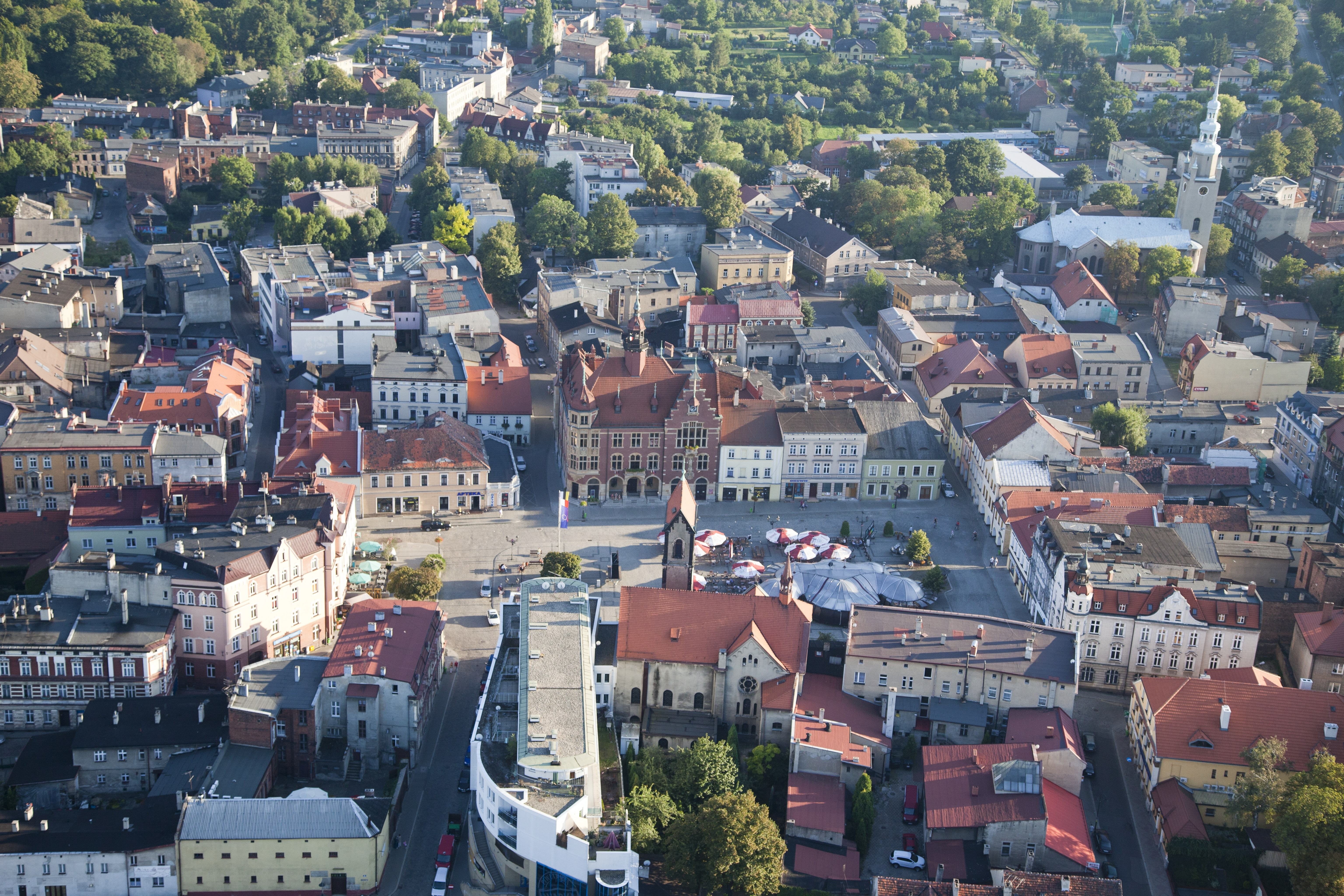
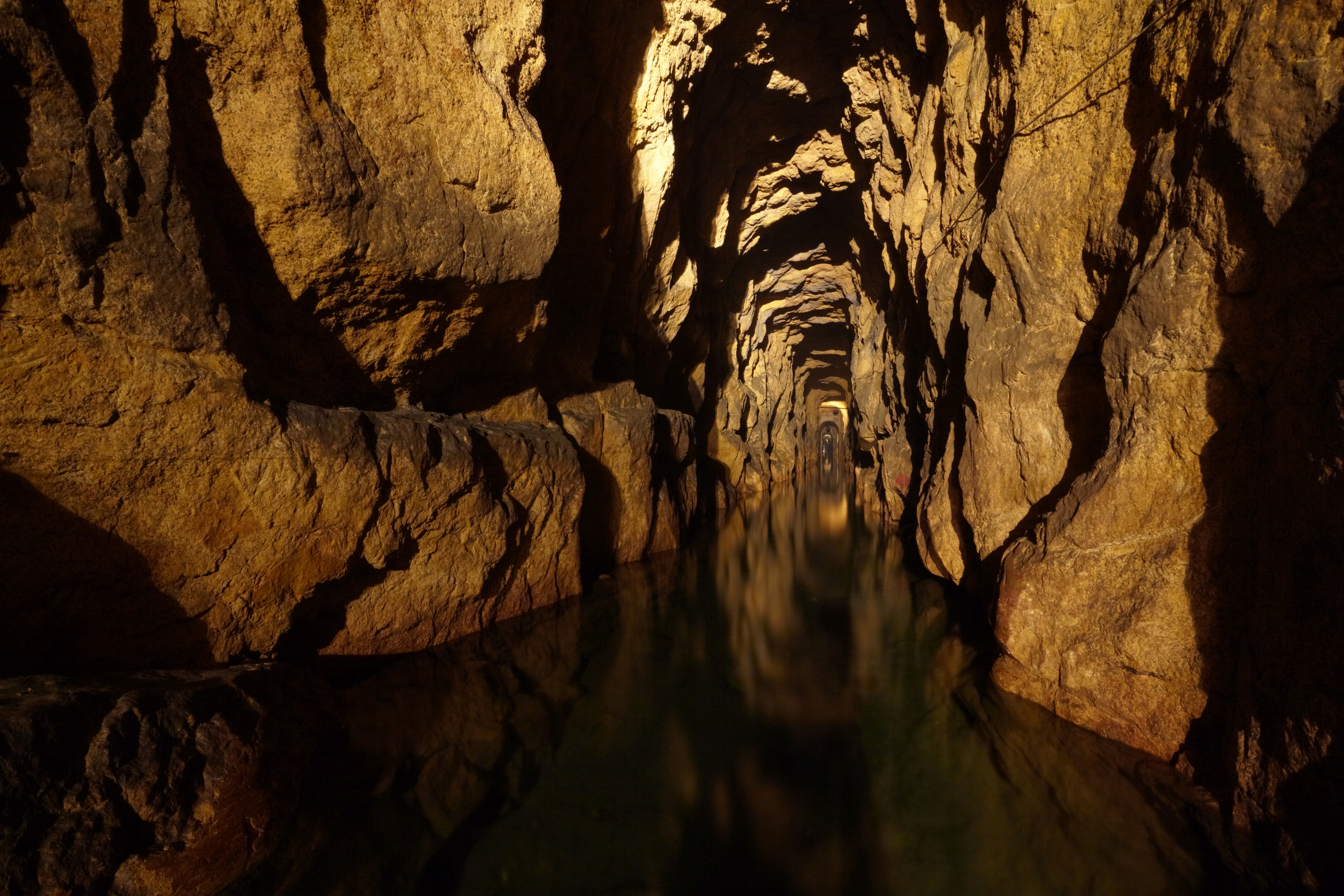